# Kieran Trippier
Kieran John Trippier (ur. 19 września 1990 w Bury) – angielski piłkarz, występujący na pozycji obrońcy w angielskim klubie Newcastle United. W latach 2017-2024 reprezentant Anglii. Srebrny medalista Mistrzostw Europy 2020 i 2024. Uczestnik Mistrzostw Świata 2018 i 2022.

## Wczesne życie i edukacja
Kieran John Trippier urodził się 19 września 1990 roku w Bury. Wychowywał się w miejscowości Summerseat w Ramsbottom w hrabstwie Wielki Manchester. Trippier uczęszczał do Holcombe Brook Primary School, a następnie do Woodhey High School. Jego rodzina obejmuje trzech braci - Chrisa, Curtisa i Kelvina. Jego ojciec, Chris Trippier, jest mulatem.

## Kariera klubowa

### Manchester City
Trippier, rozpoczynając karierę w akademii Manchester City w wieku dziewięciu lat, podpisał swój pierwszy kontrakt zawodowy w 2007 roku.
W sezonie 2007–08 stał się stałym graczem w rezerwach, zdobywając Puchar FA Youth. W 2009 roku uczestniczył w meczu towarzyskim z FC Barceloną na Camp Nou. Ostatecznie w lidze w barwach City nie zadebiutował.

### Barnsley
W lutym 2010 roku został wypożyczony do klubu Championship, Barnsley, gdzie zagrał trzy mecze, a kontuzja przerwała jego pierwsze wypożyczenie. 
W sierpniu 2010 roku powrócił do Barnsley na kolejne sześciomiesięczne wypożyczenie. W styczniu 2011 roku podpisał umowę na pozostanie do końca sezonu 2010–11, zdobywając nagrodę Młodego Zawodnika Roku po rozegraniu 41 spotkań i strzeleniu dwóch goli, w tym kręconego rzutu wolnego przeciwko Leeds United.

### Burnley
W lipcu 2011 roku dołączył na sezonowe wypożyczenie do klubu Championship, Burnley, zastępując Tyrone'a Mearsa. Zadebiutował w sierpniu 2011 roku, a jego udane występy przyczyniły się do stałego transferu. Został ostatecznie wykupiony przez Burnley w styczniu 2012 roku, podpisując kontrakt na trzy i pół roku.
Po swoich występach wygrał nagrodę zawodnika roku klubu. Dwukrotnie został wybrany do PFA Championship Drużyna roku (za sezony 2012–13 i 2013–14). Jego wkład przyczynił się do awansu Burnley do Premier League po sezonie 2013/2014.
W maju 2014 roku, po zakończeniu sezonu, podpisał nową umowę na trzy lata, pomimo zainteresowania ze strony Arsenalu.

### Tottenham Hotspur
19 czerwca 2015 roku podpisał kontrakt z klubem Tottenham Hotspur, występującym w angielskiej Premier League, za kwotę 3,5 miliona funtów. 
Głównie występował na pozycji prawego obrońcy, dołączył do zespołu prowadzonego przez Mauricio Pochettino, mając konkurować o miejsce w pierwszym składzie z Kyle’em Walkerem.
Debiut w barwach Tottenhamu miał miejsce 25 października 2015 roku w zwycięskim spotkaniu wynikiem 5:1 przeciwko Bournemouth. 6 lutego 2016 roku zdobył pierwszą bramkę dla klubu w zwycięskim 1:0 meczu przeciwko Watford. W 2016 roku zadebiutował w Lidze Mistrzów meczu fazy grupowej przeciwko CSKA Moskwa. Spotkanie zakończyło się zwycięstwem anglików 1:0, a Trippier rozegrał pełny wymiar czasowy gry.
W czerwcu 2017 roku przedłużył umowę z Tottenhamem na pięć lat. Po transferze Kyle'a Walkera do Manchesteru City, Trippier stał się stałym członkiem wyjściowego składu Tottenhamu na początku sezonu 2017–18.
W 2017 roku odegrał istotną rolę w meczu fazy grupowej Ligi Mistrzów przeciwko hiszpańskiemu Realowi Madryt. Spotkanie po bramkach dla ,,kogutów", które strzelili Dele Alli oraz Christian Eriksen, spotkanie zakończyło się dwubramkowym zwycięstwem anglików wynikiem 3:1. Ostatecznie w tym sezonie odpadli w 1/8 finału Ligi Mistrzów przegrywając z włoskim Juventusem.
W sezonie 2018–19 Trippier, powracając do składu przeciwko Fulham, zanotował trafienie z rzutu wolnego. Pomimo tego, sezon ten został uznany za rozczarowujący ze względu na kontuzje oraz liczne błędy obronne, w tym samobójcze trafienie do własnej bramki w spotkaniu z Chelsea.
Dotarł do finału Ligi Mistrzów UEFA. W finale, Spurs przegrali 2–0 z Liverpoolem. Po zakończeniu sezonu Trippier opuścił Tottenham, gdzie zanotował 114 występów we wszystkich rozgrywkach klubowych.

### Atlético Madryt
W lipcu 2019 roku dołączył do hiszpańskiego klubu Atlético Madrid w, podpisując trzyletni kontrakt za 20 milionów funtów plus dodatki. W debiucie w La Liga przeciwko Getafe, udzielając asysty, odegrał istotną rolę w zwycięstwie 1–0.
W grudniu 2020 roku otrzymał 10-tygodniowe zawieszenie i karę finansową 70 000 funtów za naruszenie zasad dotyczących zakładów piłkarskich. Zawieszenie zostało czasowo unieważnione przez FIFA, ale CAS odrzucił apelację.
Powrócił do gry w marcu 2021 roku w meczu z Realem Madryt, zakończonym remisem 1–1. Łącznie w Madrycie wystąpił w 86 spotkaniach, gdzie zaliczył 11 asyst.

### Newcastle United
7 stycznia 2022 roku podpisał kontrakt z klubem Newcastle United, występującym w angielskiej Premier League, na okres dwóch i pół roku, za kwotę 12 milionów funtów plus dodatki. 
Zadebiutował 8 stycznia w przegranym 0:1 meczu trzeciej rundy Pucharu Anglii przeciwko Cambridge United. 8 lutego  zdobył swoją pierwszą bramkę dla Newcastle United, strzelając bezpośrednio z rzutu wolnego w zwycięskim 3:1 meczu z Evertonem. 
21 sierpnia 2022 roku Trippier zdobył trzeciego gola dla Newcastle w zremisowanym 3:3 spotkaniu z Manchesterem City. W późniejszej części meczu otrzymał początkowo czerwoną kartkę od sędziego Jarreda Gilletta za faul na wysokość kolana na Kevinie De Bruyne, jednak decyzję tę uchyliła technologia VAR.
W 2023 roku przedłużył kontrakt do lata 2025. Po sezonie został wymieniony w drużynie roku Premier League za sezon 2022/23.
24 września 2023 roku Trippier zagrał w zwycięstwie 8–0 nad Sheffield United został drugim zawodnikiem w historii Premier League, który zanotował trzy asysty do bramek zdobytych głową w jednym meczu. 

## Kariera reprezentacyjna

### Młodzieżowa reprezentacja Anglii
Trippier zadebiutował w reprezentacji Anglii do lat 18 w listopadzie 2007 roku, a następnie awansował do drużyny do lat 19 w 2008 roku. Brał udział w Mistrzostwach Europy U-19 2009 w roku, gdzie Anglia doszła do finału, lecz przegrała 0–2 z Ukrainą. Po tym sukcesie, Trippier został powołany do Mistrzostw Świata U-20 w 2009 roku, gdzie zagrał we wszystkich trzech meczach. W październiku 2010 roku otrzymał pierwsze powołanie do reprezentacji do lat 21, zadebiutował w listopadzie tego samego roku. Ostatni raz wystąpił w drużynie do lat 21 w lutym 2011 roku przeciwko Włochom.

### Reprezentacja Anglii
13 czerwca 2017 roku zadebiutował w seniorskiej reprezentacji przeciwko Francji 13 czerwca 2017 roku w przegranym 2–3 spotkaniu. 
Był w składzie 23-osobowej reprezentacji Anglii na Mistrzostwa Świata w 2018 roku.  11 lipca 2018 roku strzelił swoją pierwszą bramkę, otwierając wynik rzutem wolnym w przegranym 1–2 meczu z Chorwacją w półfinale. Zdobył uznanie za świetne podania i stałe fragmenty gry, porównywane do stylu Davida Beckhama. Klasyfikowany jako najbardziej kreatywny zawodnik turnieju, stworzył 24 szanse w trakcie rozegranych meczów.
1 czerwca 2021 roku znalazł się w 26-osobowej kadrze na przełożone Mistrzostwa Europy w 2020 roku. W finale przeciwko Włochom na Wembley, asystował przy bramce Luke'a Shawa w drugiej minucie. Po zaciętym pojedynku, mecz utrzymywał wynik 1:1 i konieczna była dogrywka, która również nie przyniosła rozstrzygnięcia. Wobec tego, aby wyłonić zwycięzcę, konieczne było zakończenie spotkania serią rzutów karnych. Ostatecznie spotkanie zakończyło się zwycięstwem Włoch w karnych 3:2, a Anglicy zdobyli srebrny medal Mistrzostw Europy w 2020 roku.
Został powołany na Mistrzostwa Świata w 2022 roku.

## Życie prywatne
Trippier ma brata, który również jest profesjonalnym piłkarzem Kelvina Lomaxa. Jego brat nazwisko przejął od matki piłkarza. W 2016 roku poślubił swoją partnerkę Charlotte, która przejęła po nim nazwisko. W tym samym roku urodził mu się syn, a w 2019 córka.

## Sukcesy

### Manchester City
- FA Youth Cup: 2007/2008

### Atlético Madryt
- Mistrzostwo Hiszpanii: 2020/2021

### Tottenham Hotspur
- Finalista Ligi Mistrzów: 2018/19

### Reprezentacyjne
- Wicemistrzostwo Europy: 2020, 2024
- Wicemistrzostwo Europy U-19: 2009

### Indywidualne
- Drużyna Roku PFA (od 2010)
- Młody Piłkarz roku w Barnsley: 2010/2011
- Piłkarz roku w Burnley: 2011/2012
- Drużyna Roku PFA w Championship: 2012/2013, 2013/2014